# ايرين جاكسون
ايرين جاكسون (بالإنجليزية: Ernestine Jackson)‏ هي ممثلة أمريكية، ولدت في 18 سبتمبر 1942 في كوربوس كريستي في الولايات المتحدة. من الجوائز التي نالتها جائزة المسرح العالمي سنة 1974.

## جوائز وترشيحات
جوائز
- جائزة المسرح العالمي (1974)

ترشيحات
- جائزة توني عن فئة أفضل ممثلة في مسرحية موسيقية [الإنجليزية]‏ (1977)

## وصلات خارجية
- ايرين جاكسون على موقع IMDb (الإنجليزية)
- ايرين جاكسون على موقع ألو سيني (الفرنسية)
- ايرين جاكسون على موقع أول موفي (الإنجليزية)
- ايرين جاكسون على موقع قاعدة بيانات برودواي على الإنترنت (الإنجليزية)
- ايرين جاكسون على موقع ديسكوغز (الإنجليزية)
- ايرين جاكسون على موقع كينوبويسك (الروسية)